# Mier (Gemeinde)

Gemeindegebiet bis 2016

Mier war eine Lokalgemeinde im Distrikt ZF Mgcawu, Provinz Nordkap in Südafrika. Im Jahr 2011 lebten hier 7003 Einwohner auf einer Gesamtfläche von 11.730 km². Sitz der Gemeindeverwaltung war Mier.
Meer ist der Afrikaans-Begriff für „See“. Als die ersten deutschen Missionare dieses Gebiet besuchten, waren die Senken so voller Wasser, dass sie Meer genannt wurden. Durch eine Lautverschiebung wurde daraus Mier.
Mier war mit fast 99 Prozent die Gemeinde mit dem höchsten Anteil an afrikaanssprachigen Einwohnern in Südafrika. 2016 ging die Gemeinde in der neugegründeten Local Municipality Dawid Kruiper auf.

## Ortschaften
- Mier
- Philandersbron
- Rietfontein